# شيمينا سارينيانا
شيمينا سارينيانا ريفيرا (بالإسبانية: Ximena Sariñana Rivera) ولدت في 29 أكتوبرعام 1985، في مدينة مكسيكو)، مغنية وكاتبة أغاني وممثلة مكسيكية . دخلت عالم السينما عام 1994 وكان عمرها آنذلك 9 سنوات.
شاركت في فيلم هاسطا مورير(تى الموت) للمخرج فرناندو سارينيانا (أب شيمينا)؛ وأدت فيه دور مغنية في فرقة الموسيقى فليز نو كومبليانيوس.

## حياتها المبكرة
ولدت شيمينا في غوادالاخارا بالمكسيك، و هي ابنة المخرج فرناندو سارينيانا ووالدتها هي كارولينا ريفيرا كاتبة سيناريو عندما كانت في الثانية من عمرها حضرت حفل إيلا فيتزجيرالد، وكان ذلك بداية اهتمامها بالموسيقى و واحدة من أكثر اللحظات تأثيرا في حياتها. وسرعان ما بدأت بالاستماع إلى فنانين آخرين مثل بول سيمون وترايسي تشابمان. و كانت تُرى وهي تغني وترقص في طفولتها. عندما كانت في سابعة، اقترحت جارتها المغنية سيسيليا توسان أن تتلقى دروسًا في الغناء مع معلمها ريكاردو سانشيز، الذي علم بعضًا من أكبر المواهب في المكسيك. كما أنها أخذت دروس البيانو مع هانا كوت. في  1994، تصرفت في فيلم هاستا مورير (بالإنجليزية: 'Til Death)‏ .الذي كان من إنتاج والدها. تلقت سارينيانا تعليمها في أكاديمية دي ميزيكا فيرماتا، وهي مدرسة للفنون الأدائية وأكاديمية إدرون، ومدرسة خاصة متعددة اللغات، التي كانت تقع في نفس المنطقة بمدينة مكسيكو سيتي.

## وصلات خارجية
- شيمينا سارينيانا على موقع IMDb (الإنجليزية)
- شيمينا سارينيانا على موقع ألو سيني (الفرنسية)
- شيمينا سارينيانا على موقع ميوزك برينز (الإنجليزية)
- شيمينا سارينيانا على موقع أول موفي (الإنجليزية)
- شيمينا سارينيانا على موقع أول ميوزيك (الإنجليزية)
- شيمينا سارينيانا على موقع ديسكوغز (الإنجليزية)
- شيمينا سارينيانا على موقع قاعدة بيانات الفيلم (الإنجليزية)
- شيمينا سارينيانا على موقع كينوبويسك (الروسية)

ماي سپايس شيمينا سارينيانا